# Atsicholos
Atsicholos  este un oraș în Grecia în Prefectura Arcadia.